# آب أنبار بايين
آب أنبار بایین (حسینیة انديمشك) (بالفارسية: آبانبار پایین) هي منطقة سكنية تقع في إيران في Hoseyniyeh Rural District.